# Plataforma A (Chrysler)
```

```

La plataforma A de Chrysler   fue la base para los coches de tracción trasera más pequeños en la década de 1960. Estos coches se refieren a veces como los A-body cars «Automóviles de carrocería A»
La plataforma A de Chrysler utiliza la construcción «unibody» o monocasco (no utilizado por la Corporación Chrysler desde los modelos Airflow de la década de los 1930) en lugar de la construcción carrocería sobre bastidor. En vez de una estructura delantera atornillada utilizada en otros diseños monocasco, como por ejemplo la plataforma X de General Motors de la misma época, el Valiant incorporó una estructura inferior delantera (subchasis) soldada, el guardabarros, paneles laterales, piso y techo contribuyeron a la rigidez de la carrocería. Una comparación de unidad estructural mostró al Valiant siendo un 95% más rígido en torsión y un 50% más rígido en travesaño que un Plymouth de 1959 con la construcción separada de carrocería sobre bastidor. Pruebas dinámicas demostraron altas frecuencias resonantes estructurales fueron logradas,  indicando una mayor amortiguación y la reducción de vibraciones de la carrocería.

## Suspensión
La suspensión delantera era independiente con el sistema de barras de torsión y amortiguadores hidráulicos. La suspensión trasera era más tradicional con eje rígido con elásticos semielípticos y amortiguadores hidráulicos.
La suspensión delantera de barra de torsión –que fue muy avanzada en su época– debutó en 1957 a través de todas las plataformas de la Corporación Chrysler, y se utilizaron en todos los coches de la corporación hasta que llegaron los coches de tracción delantera.
En la suspensión delantera la barra de torsión pone el peso del muelle más bajo y más atrás en el chasis que un muelle helicoidal, teniendo las barras de torsión situados bajo en el chasis reduce el centro de gravedad, y la barra de torsión es también peso no suspendido.

## Aplicaciones
Los coches que utilizan la plataforma A en varios mercados alrededor del mundo incluyen:
(Lista de los vehículos con plataforma A introducidas por año y país de fabricación)
- 1960-1976 Plymouth Valiant (EE. UU.)
- 1961-1962 Dodge Lancer (EE. UU.)
- 1961-1963 DeSoto Rebel  (Sudáfrica)
- 1962-1981 Chrysler Valiant  (Australia)
- 1962-1964 Valiant V-200 y Valiant II (Argentina)
- 1963-1976 Dodge Dart (EE. UU.)
- 1963-1967 Valiant Acapulco (México)
- 1963-1976 Dodge Dart y Valiant (México)
- 1964-1966 Plymouth Barracuda  (1ª gen.) (EE. UU.)
- 1964-1968 Valiant III y Valiant IV (Argentina)
- 1965-1971 Dodge Dart (España)
- 1967-1969 Plymouth Barracuda (2ª gen.) (EE. UU.)
- 1968-1979 Dodge Polara y Polara RT (Argentina)
- 1969-1970 Dodge Dart GT (España)
- 1969-1979 Dodge Coronado (Argentina)
- 1970-1979 Dodge GTX (Argentina)
- 1970-1980 Valiant Super Bee (México)
- 1970-1981 Dodge Dart, Charger y Charger R/T (Brasil)
- 1970-1972 Plymouth Duster  (1ª gen.) (EE. UU.)
- 1971-1972 Dodge Demon (EE. UU.)
- 1971-1976 Plymouth Scamp (EE. UU.)
- 1971-1977 Dodge 3700 (España)
- 1971-1978 Chrysler Valiant Charger (Australia)
- 1973-1976 Plymouth Duster  (2ª gen.) (EE. UU.)